# Pakhapani (Parbat)
Pakhapani (nep. पाखापानी) – gaun wikas samiti w zachodniej części Nepalu w strefie Dhawalagiri w dystrykcie Parbat. Według nepalskiego spisu powszechnego z 2001 roku liczył on 547 gospodarstw domowych i 2843 mieszkańców (1521 kobiet i 1322 mężczyzn).